# Sceliphron rectum
Sceliphron rectum är en biart som beskrevs av Kohl 1918. Sceliphron rectum ingår i släktet Sceliphron och familjen grävsteklar.

## Underarter
Arten delas in i följande underarter:
- S. r. pulchellum
- S. r. rectum